# Andrenosoma lupus
Andrenosoma lupus är en tvåvingeart som beskrevs av Stanley Willard Bromley 1931. Andrenosoma lupus ingår i släktet Andrenosoma och familjen rovflugor. Inga underarter finns listade i Catalogue of Life.